# Гліник-Дольни
Гліник-Дольни (пол. Glinik Dolny) — село в Польщі, у гміні Фриштак Стрижівського повіту Підкарпатського воєводства.
Населення — 938 осіб (2011).
У 1975-1998 роках село належало до Ряшівського воєводства.

## Демографія
Демографічна структура станом на 31 березня 2011 року:
|          | Загалом | Допрацездатний вік | Працездатний вік | Постпрацездатний вік |
| -------- | ------- | ------------------ | ---------------- | -------------------- |
| Чоловіки | 494     | 97                 | 349              | 48                   |
| Жінки    | 444     | 89                 | 269              | 86                   |
| Разом    | 938     | 186                | 618              | 134                  |